# Hubert Dreyfus
Pour les articles homonymes, voir Dreyfus.
Hubert Lederer Dreyfus (né le 15 octobre 1929 à Terre Haute dans l'Indiana et mort le 22 avril 2017) est un professeur américain de philosophie exerçant à l'université de Californie (Berkeley).
Il s'intéresse tout particulièrement à la phénoménologie, à l'existentialisme, à la philosophie de la psychologie ainsi qu’à celle de la littérature et à l'intelligence artificielle. Pour lui, les ordinateurs n'ayant ni corps, ni enfance ni pratique culturelle, ne peuvent pas devenir intelligents ; et la connaissance humaine étant en partie tacite, elle ne peut être articulée ni incorporée dans un programme informatique. Avec le rapide développement de l'apprentissage profond, puis des IA génératives et de robots dotés de capteurs de plus en plus perfectionnés à partir de 2022 notamment, ces arguments semblent devenir questionnables. Néanmoins l'idée que l'intelligence artificielle générale est impossible car « les ordinateurs ne sont pas dans le monde » est encore défendue, par exemple par le philosophe norvégien Ragnar Fjelland.

## Biographie

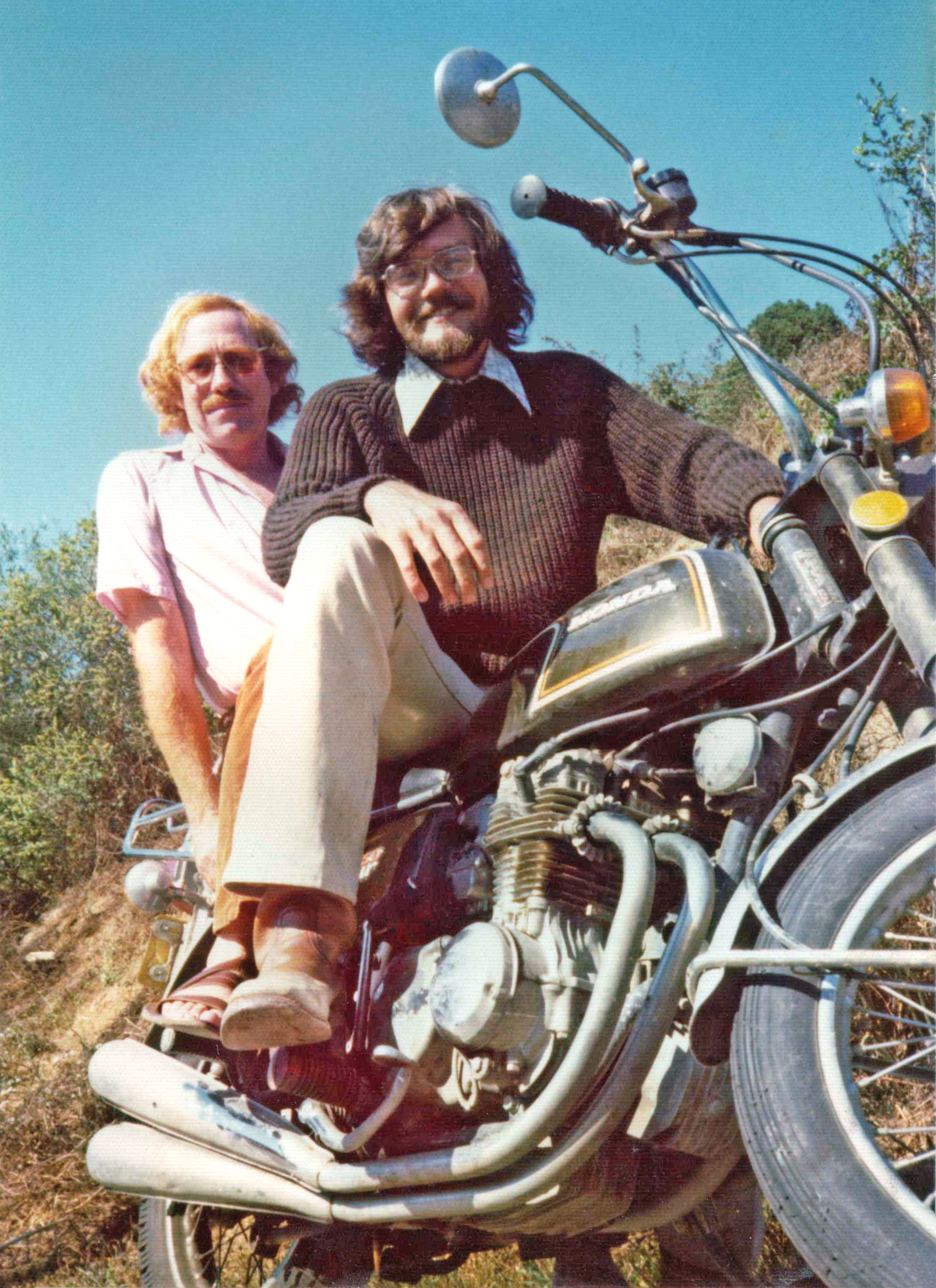
Hubert Dreyfus (à gauche) devant son domicile à Berkeley en 1976.

Diplômé de l’université de Harvard à trois reprises (Bachelor of arts en 1951, Master of Arts en 1952 et Philosophiæ doctor en 1964), Hubert Dreyfus est considéré comme un commentateur majeur des travaux d’Edmund Husserl, de Michel Foucault, de Maurice Merleau-Ponty et plus particulièrement de Martin Heidegger. Son œuvre comprend notamment  l’étude sur Être et Temps de Martin Heidegger : Being-in-the-World: A Commentary on Heidegger's "Being and Time", Division 1 de 1991, et une réflexion critique des principes fondamentaux des recherches sur l’intelligence artificielle exposée dans What Computers Can’t Do: The Limits of Artificial Intelligence en 1972, ouvrage revu et corrigé une première fois en 1979, puis de nouveau en 1992 (avec une nouvelle introduction) sous le titre What Computers Still Can’t Do. Il a coécrit avec Paul Rabinow un livre consacré à la pensée de Foucault (livre auquel ce dernier a participé) : Michel Foucault: Beyond Structuralism and Hermeneutics en 1982, qui a été traduit en français dans une version améliorée sous le titre Michel Foucault. Un parcours philosophique en 1984. On lui doit également une traduction anglaise en collaboration avec Patricia Allen Dreyfus de Sens et Non-Sens de Maurice Merleau-Ponty, parue sous le titre Sense and Non-Sense en 1964. Quoique l’essentiel de sa carrière d’enseignant se soit déroulée à Berkeley, Dreyfus a également enseigné à l’université Brandeis, située à Waltham dans le Massachusetts, de 1957 à 1959, au MIT (Massachusetts Institute of Technology) de 1960 à 1968, à l’université de Francfort et au Hamilton College de New York. Ses travaux philosophiques ont influencé, parmi d’autres, Richard Rorty, Charles Taylor, John Searle ainsi que son ancien étudiant John Haugeland.

### Famille
Son plus jeune frère, Stuart Dreyfus, est titulaire d'un Ph. D. en mathématiques appliquées et est professeur de génie industriel et de recherche opérationnelle à l'université de Berkeley.

## Critique de l'intelligence artificielle
C’est en 1964, durant ses années d’enseignement au MIT, que Dreyfus publie Alchemy and Artificial Intelligence, une charge contre Allen Newell et Herbert Simon, deux des principaux chercheurs dans le domaine de l’intelligence artificielle. Dreyfus ne se contente pas de remettre en question les résultats obtenus jusqu’ici, il s’attaque parallèlement et surtout aux présuppositions de base qui permettent aux spécialistes de l'intelligence artificielle d'affirmer que toute forme d'intelligence consiste en une manipulation de symboles physiques suivant des règles formelles (principe au cœur du computationnalisme). Il en déduit que c'est à cause de ces présuppositions que les recherches sur l’intelligence artificielle échouent et sont condamnées à échouer. Les progrès dans le champ des recherches sur l’intelligence artificielle de la RAND Corporation (Research And Development) l’amènent, en 1965, à se rapprocher de cette organisation.
La critique de Dreyfus concerne principalement le paradigme des recherches sur l’intelligence artificielle qu’il circonscrit et identifie comme un ensemble de quatre présupposés fondamentaux. Le premier mouvement de sa critique porte sur les deux présupposés qu’il définit comme  respectivement « biologique » et « psychologique ». Pour Dreyfus, le présupposé « biologique » consiste à penser le cerveau comme analogue à du matériel informatique et l’esprit comme analogue à un logiciel. Quant au présupposé « psychologique », il consiste à concevoir que le cerveau fonctionne en effectuant des calculs discrets (sous la forme de règles algorithmiques) à partir de représentations ou de symboles discrets.
Dreyfus déclare que la plausibilité du présupposé « psychologique » s’appuie sur les deux présupposés restants : le présupposé « épistémologique » et le présupposé « ontologique ». Le présupposé « épistémologique » pose que toute activité (qu’elle soit produite par des objets animés ou inanimés) peut être formalisée mathématiquement en un système de lois ou de règles prédictives. Le présupposé « ontologique » dit que la réalité consiste en un  ensemble de faits indivisibles, principiels, indépendants les uns des autres.
C’est en se fondant sur le présupposé « épistémologique » que les chercheurs ont pu définir l’intelligence comme application formelle d’un système de règles. Quant au présupposé « ontologique », il leur permet de concevoir les connaissances comme des représentations internes de la réalité.
Sur la base de ces deux derniers présupposés, les chercheurs en intelligence artificielle déclarent que la cognition est la manipulation de symboles internes au moyen de règles internes et que cela étant, le comportement humain est dans une large mesure indépendant du contexte, acontextuel. Par conséquent, une véritable psychologie scientifique est possible. Une telle discipline détaillerait les règles internes de l’esprit humain comme les lois de la physique le font pour le monde extérieur. Mais c’est ce présupposé en particulier que Dreyfus rejette. En d’autres termes, il affirme que nous ne pouvons pas, et ne pourrons jamais, être capable de comprendre notre propre comportement d’une manière identique à celle par laquelle nous comprenons les objets, c’est-à-dire, par exemple, en utilisant les principes de la chimie ou bien de la physique. Cela revient à objectiver le comportement humain et donc à le soumettre à un ensemble de lois scientifiques acontextuelles. Pour Dreyfus une psychologie acontextuelle est une contradiction dans les termes.
Les arguments de Dreyfus contre cette position s’inspirent des deux traditions phénoménologique et herméneutique et tout spécialement du travail de Martin Heidegger pour qui, contrairement aux points de vue cognitivistes sur lesquels s’appuient les recherches sur l’intelligence artificielle, notre être est en fait indissociable d’un contexte. Un tel argument s’oppose fondamentalement à l’acontextualité des présupposés propres aux théories sur l’intelligence artificielle. Il ne s’agit pas pour Dreyfus de s’opposer à la possibilité de choisir de considérer que toute activité, humaine ou pas, est gouvernée par des lois, au même titre que nous avons également la possibilité de choisir de considérer que la réalité est constituée de faits « atomiques », c’est-à-dire indivisibles… si nous le souhaitons, mais de réaliser que ce n’est certainement pas parce que nous pouvons vouloir que ou pouvons considérer quelque chose comme, que cela implique qu’il en soit objectivement ainsi. Telle est donc la critique que Dreyfus adresse au monde de l’intelligence artificielle : prendre des possibilités de représentation pour des principes absolus.
Dreyfus ne croit pas que l’intelligence artificielle soit fondamentalement impossible, seuls les programmes de recherche basés sur les présupposés qu’il critique sont, pour lui, voués à l’échec. Il affirme que pour obtenir des outils imitant l’intelligence humaine, il faudrait qu’ils possèdent un être-au-monde similaire à celui des êtres humains. Cela impliquerait donc qu’ils possèdent des corps proches de ceux des humains et qu’ils vivent sur le modèle de leurs sociétés pour pouvoir bénéficier du phénomène d’acculturation.

## Œuvres
- De la Techné à la technique, contribution dans le Cahier de l'Herne consacré à Heidegger,éditions de l'Herne 1983, (ISBN 2-85197-049-6) ; repris dans le format Biblio essais livre de poche, 1983  (ISBN 225303990X).
- (en) Alchemy and Artificial Intelligence, 1964
- (en) What Computers Can't Do: The Limits of Artificial Intelligence, 1972  (ISBN 0-06-011082-1)
- (en) What Computers Can't Do: The Limits of Artificial Intelligence, 1979  (ISBN 0-06-090613-8)  (ISBN 0-06-090624-3)
- (en) Michel Foucault: Beyond Structuralism and Hermeneutics (with Paul Rabinow), University of Chicago Press, 1982
- (en) What Computers Still Can't Do: A Critique of Artificial Reason (revised), 1992  (ISBN 0-262-54067-3)
- (en) Mind Over Machine: The Power of Human Intuition and Expertise in the Era of the Computer (with Stuart Dreyfus and Paul Anthanasiou), Free Press, 1986  (ISBN 0743205510)
- (en) Being-in-the-world: A Commentary on Heidegger's Being and Time, Division I, MIT Press, 1991  (ISBN 0262540568)  (ISBN 9780262540568)
- (en) Heidegger, Coping, and Cognitive Science: Essays in Honour of Hubert L. Dreyfus, MIT Press, 2000
- (en) On the Internet, Routledge, 2001  (ISBN 0-415-22807-7)